# Чистий оборотний капітал
Чистий оборотний капітал (англ. net working capital) дорівнює різниці між оборотними активами підприємства та його короткостроковими зобов'язаннями (в грошових одиницях).
NWC = Total Current Assets — Total Current Liabilities
NWC = Поточні активи — Поточні зобов'язання
При розрахунках використовуються середні значення балансових показників за розрахунковий період. Чистий оборотний капітал необхідний для підтримки фінансової стійкості підприємства, оскільки перевищення оборотних коштів над короткостроковими зобов'язаннями означає, що підприємство не тільки може погасити свої короткострокові зобов'язання, але і має резерви для розширення діяльності.
Оптимальна сума чистого оборотного капіталу залежить від особливостей діяльності компанії, зокрема, від масштабів її діяльності, обсягів реалізації продукції, швидкості оборотності матеріальних запасів та дебіторської заборгованості. Недолік оборотного капіталу свідчить про нездатність підприємства вчасно погасити короткострокові зобов'язання. Значне перевищення чистого оборотного капіталу над оптимальною потребою свідчить про нераціональне використання ресурсів підприємства.
Згідно з міжнародними стандартами бізнес-планування застосовується як один з фінансових показників ефективності бізнес-планів.